# Hyalornis livida
Hyalornis livida är en fjärilsart som beskrevs av Claude Herbulot 1973. Hyalornis livida ingår i släktet Hyalornis och familjen mätare. Inga underarter finns listade i Catalogue of Life.